# Samuel Rutherford Crockett
Samuel Rutherford Crockett, né le 24 septembre 1859 et mort le 16 avril 1914, est un écrivain écossais, a vécu et est décédé à Tarascon.
Il a partagé les dernières années de sa vie avec l'actrice américaine Evelyn Campbell.

## Œuvres principales
- The Raiders, The Lilac Sun-bonnet and Mad Sir Uchtred (1894)
- The Men of the Moss Hags (1895)
- Sweetheart Travellers (1895)
- The Grey Man (1896)
- Cleg Kelly and The Grey Man (1896)
- The Surprising Adventures of Sir Toady Lion (1897)
- The Red Axe (1898)
- The Black Douglas (1899)
- Kit Kennedy (1899)
- Joan of the Sword Hand (1900)
- Little Anna Mark (1900)
- Flower o' the Corn (1902)
- Red Cap Tales (1904)
- Silver Sand (1914)